# Почапово (Пинский район)
Поча́пово (бел. Пачапава) — деревня в Пинском районе Брестской области Белоруссии. Входит в состав Городищенского сельсовета. Население — 847 человек (2019).

## География
Почапово находится в 7 км к северо-востоку от центра Пинска. К востоку и югу расположены территории республиканского заказника Средняя Припять. С северо-запада к Почапово примыкает деревня Высокое, к юго-западу от деревни находится деревня Пинковичи, к северу — Купятичи, к северо-востоку — Городище. К северу от деревни проходит автодорога Р8 (Пинск — Лунинец) и ж/д ветка Пинск — Лунинец, ближайшие станции в Пинске и Городище.

### Гидрография
Деревня стоит на левом берегу реки Пина, вокруг находится сеть мелиоративных каналов. 

## История
В середине XVI века здесь существовал женский монастырь, который позднее закрылся. Часть монастырских земель выкупил род Терлецких, а в 1685 году владельцем Почапова был Станислав Кривецкий. С 1759 года имением владел род Бжостовских.
После второго раздела Речи Посполитой (1793) в составе Российской империи, поселение входило в состав Пинского уезда.
В XIX веке Почапово принадлежало роду Полкозичей-Свежинских, здесь существовала дворянская усадьба с парком. В начале XX века владельцем имения была Каролина Свежинская. Последним владельцем усадьбы перед 1939 годом был Станислав Олевинский.
Согласно Рижскому мирному договору (1921) село вошло в состав межвоенной Польши. С 1939 года в составе БССР, с июля 1941 по июль 1944 года под оккупацией. В послевоенное время усадебный дом усадьбы Бжостовских — Свежинских был разобран.

## Достопримечательности
- Дворянская усадьба: фрагменты

### Памятник, скульптура
- Памятник Герою Советского Союза Т. И. Калинину (13.07.2024)[5]. Около административного здания ОАО «Почапово».